# Jerusalén (novela)
Jerusalén es una novela de la escritora sueca Selma Lagerlöf escrita en dos volúmenes. El primer volumen, Jerusalén, En Darecarlia, es publicado en 1901 y el segundo, Jerusalén, En Tierra Santa, aparece en 1902.

## En Darecarlia
El primer volumen de la novela Jerusalén, se divide en dos partes: la primera es la introducción, la autora nos introduce una familia de labriegos, los Ingmarsson, que constituirán la columna vertebral de la novela; la segunda es el desarrollo y desenlace de la novela. La introducción es un fragmento que formaba parte de otra novela que la autora dejó inconclusa, para no tener que replantear una familia nueva, utilizó dicho fragmento para plantear la novela que ahora se disponía a escribir.
El primer libro transcurre en la población de Dalecarlia, donde los Ingmarsson se abren camino a través del honor y el trabajo diario en el campo. La finca de Ingmarsgården va pasando de generación en generación de un Ingmar Ingmarsson a otro. Es en el contexto de la tercera generación que se desenvuelve la trama: el joven heredero, Ingmar, se ve forzado por los acontecimientos a perder sus posesiones, y vivir en pobreza mientras Karin Ingmarsdotter, su hermana mayor, conserva la finca. Paralelamente, en otra parte del relato, se narra el hundimiento del vapor L'Univers, cuyos sobrevivientes escuchan el llamado de Dios para consolidar una comunidad que se asentará en Jerusalén. Un personaje central en la formación de la comunidad en Dalecarlia es Hellgum, quien comienza a predicar la hermandad y los designios de Dios en la forma de vida que debieran seguir los campesinos de Dalecarlia. Al final, Karin subasta las pertenencias de la finca y pone en venta, junto con Halvor, su esposo, la finca Ingmarsgården, para partir a Jerusalén junto a Hellgum y los demás campesinos hermanados; mientras Ingmar se ve obligado a sacrificar su amor por Gertrud para recuperar la finca casándose con Barbro cuyo padre ha comprado Ingmarsgården. Así cierra el primer libro.
Es probable que la idea de la novela provenga de un accidente de barco real, ya que Selma Lagerlöf, en una carta, le comenta a su amiga Sophie Elkan, a quien está dedica la novela, sobre unas personas que tras dicho accidente venden todas sus pertenencias, se hacen de tierras en Jerusalén, y viven en comunidad trabajando y haciéndole frente a la adversidad y la muerte.
Este primer libro tuvo mucho éxito tras su publicación en 1901.

## En Tierra Santa
La segunda entrega de Jerusalén, por Selma Lagerlöf, en 1902 no fue recibida como ella hubiera esperado, siendo por esto que aprovechando una reedición de su obra en 1909, corrigió y reescribió gran parte de dicho volumen; siendo esta última versión la más aceptada.
Esta parte de la novela, transcurre en Jerusalén. Los peregrinos de Darecarlia se han anexado a los gordonianos, la comunidad asentada desde poco tiempo después del accidente de L'Univers, en un extremo de la ciudad de Jerusalén. Narra las peripecias y sacrificios por los que han tenido que pasar los campesinos de la comunidad para perpetuar su vocación de vivir una vida pacífica y justa. Muestra la tensión entre los musulmanes, los judiós y los cristianos que comparten el territorio en la ciudad. En otro tenor, muestra también el debate interno de Ingmar tras su nueva vida al lado de Barbro. Es aquí donde la comunidad, cuando Ingmar los visita en Jerusalén con la encomienda de regresar a Darecarlia con Gertrud, aprende el valor de la subsistencia a través del trabajo y del sacramento del matrimonio. Al final, Gertrud encontró el amor en Gabriel, e Ingmar descubre su amor por su esposa de quien estaba separándose.